# Jasna Fazlić
Jasna Fazlić (en serbe : Јасна Фазлић) est une pongiste yougoslave puis américaine née le 20 décembre 1970 à Foča. 

## Carrière
Sous les couleurs de la Yougoslavie, elle est médaillée de bronze en double dames avec Gordana Perkučin aux Jeux olympiques d'été de 1988. Elle remporte aux Championnats d'Europe de tennis de table une médaille d'or en double mixte en 1988 avec Ilija Lupulesku (en), son ex-mari, et une médaille d'or en double dames en 1992 avec Gordana Perkučin. Aux Jeux méditerranéens, elle est médaillée d'or en double mixte et médaillée d'argent en simple dames et en double dames en 1987, et médaillée d'or en simple et double dames en 1991.
C'est sous les couleurs des États-Unis qu'elle obtient une médaille d'or en double dames aux Jeux panaméricains de 2003 avec Gao Jun (en).